# Distretto di Kamo (Gifu)
Il distretto di Kamo (加茂郡, Kamo-gun?) è uno dei distretti della prefettura di Gifu, in Giappone.
Attualmente fanno parte del distretto i comuni di Hichisō, Higashishirakawa, Kawabe, Sakahogi, Shirakawa, Tomika e Yaotsu.
| Controllo di autorità | VIAF (EN) 253837063 · NDL (EN, JA) 00393767 |